# Teorema de la projecció de Hilbert

Projecció de dos punts sobre una C convexa.

En matemàtiques, el teorema de la projecció o teorema de la projecció de l'espai de Hilbert és un resultat de l'anàlisi convexa, sovint utilitzada en l'anàlisi funcional, que estableix que per a cada punt {\displaystyle x} en un espai de Hilbert {\displaystyle H} i per a cada conjunt convex tancat {\displaystyle C\subset H} només n'hi ha un {\displaystyle y\in C} de manera que la distància {\displaystyle \lVert x-y\rVert } pren el valor mínim en {\displaystyle C}. En particular, això és cert per a qualsevol subespai tancat {\displaystyle M} De {\displaystyle H} : en aquest cas una condició necessària i suficient per a {\displaystyle y} és que el vector {\displaystyle x-y} ser ortogonal a {\displaystyle M}.

## Demostració
Per demostrar l'existència de {\displaystyle y}, és {\displaystyle \delta } la distància entre {\displaystyle x} I {\displaystyle C}, és {\displaystyle \{y_{n}\}} una successió en {\displaystyle C} de manera que la distància al quadrat entre {\displaystyle x} I {\displaystyle y_{n}} és menor o igual a {\displaystyle \delta ^{2}+1/n}. Si {\displaystyle n} I {\displaystyle m} són dos nombres enters, doncs, per la llei del paral·lelogram:
{\displaystyle \|y_{n}-y_{m}\|^{2}=\|y_{n}-x+x-y_{m}\|^{2}=2\|y_{n}-x\|^{2}+2\|y_{m}-x\|^{2}-\|y_{n}+y_{m}-2x\|^{2},}
de la qual
{\displaystyle \|y_{n}-y_{m}\|^{2}=2\|y_{n}-x\|^{2}+2\|y_{m}-x\|^{2}-4\|{\frac {y_{n}+y_{m}}{2}}-x\|^{2}.}
Considerant el límit superior dels dos primers termes de la igualtat, i observant que els termes de la seqüència entre {\displaystyle y_{n}} I {\displaystyle y_{m}} pertanyen a {\displaystyle C} (i per tant tenen una distància de {\displaystyle x} més gran o igual que {\displaystyle \delta } ), obtenim:
{\displaystyle \|y_{n}-y_{m}\|^{2}\;\leq \;2\left(\delta ^{2}+{\frac {1}{n}}\right)+2\left(\delta ^{2}+{\frac {1}{m}}\right)-4\delta ^{2}=2\left({\frac {1}{n}}+{\frac {1}{m}}\right)}
L'última desigualtat mostra en particular que {\displaystyle \{y_{n}\}} és una seqüència de Cauchy. Ser {\displaystyle C} completa, la seqüència convergeix a un punt {\displaystyle y\in C} la distància de qui {\displaystyle x} és mínim.
Per mostrar la singularitat de {\displaystyle y}, són {\displaystyle y_{1}} I {\displaystyle y_{2}} dos punts que minimitzen la distància. Tenim:
{\displaystyle \|y_{2}-y_{1}\|^{2}=2\|y_{1}-x\|^{2}+2\|y_{2}-x\|^{2}-4\|{\frac {y_{1}+y_{2}}{2}}-x\|^{2}.}
Donat que {\displaystyle (y_{1}+y_{2})/2} pertany a {\displaystyle C} tenim:
{\displaystyle \|{\frac {y_{1}+y_{2}}{2}}-x\|^{2}\geq \delta ^{2}}
i després:
{\displaystyle \|y_{2}-y_{1}\|^{2}\leq 2\delta ^{2}+2\delta ^{2}-4\delta ^{2}=0.}
Per tant {\displaystyle y_{1}=y_{2}}, cosa que demostra la singularitat.
Per demostrar l'equivalència de la condició en {\displaystyle y} en cas {\displaystyle C=M} és un subespai tancat, tots dos {\displaystyle z\in M} de tal manera que {\displaystyle \langle z-x,a\rangle =0} per a tots els {\displaystyle a\in M}. La condició és suficient perquè:
{\displaystyle \|x-a\|^{2}=\|z-x\|^{2}+\|a-z\|^{2}+2\langle z-x,a-z\rangle =\|z-x\|^{2}+\|a-z\|^{2},}
la qual cosa demostra el fet que {\displaystyle z} És un "minimitzador". La condició també és necessària, com es pot veure col·locant {\displaystyle y\in M} un "minimitzador". És {\displaystyle a\in M} I {\displaystyle t\in \mathbb {R} }. En aquell moment:
{\displaystyle \|(y+ta)-x\|^{2}-\|y-x\|^{2}=2t\langle y-x,a\rangle +t^{2}\|a\|^{2}=2t\langle y-x,a\rangle +O(t^{2})}
sempre és no negatiu. Així doncs, {\displaystyle \langle y-x,a\rangle =0}.